# اليوم العالمي للاعنف
اليوم العالمي للاعنف (بالإنجليزية: International Day of Non-Violence)‏ هو يوم يتم الاحتفال فيه في 2 أكتوبر من كل عام، وهو نفس اليوم الذي ولد فيه المهاتما غاندي زعيم حركة استقلال الهند ورائد فلسفة واستراتيجية اللاعنف.
ويشار إلى هذا اليوم في الهند باسم غاندي جايانتى، وهو مناسبة لنشر رسالة اللاعنف عن طريق التعليم وتوعية الجمهور.
وقد أعلن أناند شارما، وزير الدولة الهندي للشؤون الخارجية، وهو يعرض قراراً في الجمعية العامة باسم الدول المشاركة في تقديمه وعددها 140 دولة، أن اتساع نطاق المشاركة في تقديم القرار وتنوعها يعبران عن الاحترام العالمي للمهاتما غاندي وللأهمية الدائمة لفلسفته. وقال، مقتبساً من أقوال الزعيم الراحل نفسه، «إن اللاعنف هو أقوى قوة في متناول البشرية. فهو أعتى من أعتى سلاح من أسلحة الدمار تم التوصل إليه من خلال إبداع الإنسان».

## روابط خارجية
- الموقع الرسمي